# Chato (Tanzania)
Chato – miasto w północno-zachodniej Tanzanii, w regionie Geita. Jest centrum administracyjnym dystryktu Chato. W 2012 roku liczyło 17 508 mieszkańców. Do 2012 roku Chato, wraz z dystryktem Chato było częścią regionu Kagera. 

## Urodzeni w Chato
- John Magufuli (1959-2021) – prezydent Tanzanii w latach 2015–2021[3].